# Raliwka
Raliwka (ukrainisch Ралівка; russisch Ралевка Ralewka, polnisch Radłowice) ist ein Dorf in der ukrainischen Oblast Lwiw mit etwa 4590 Einwohnern (2025).

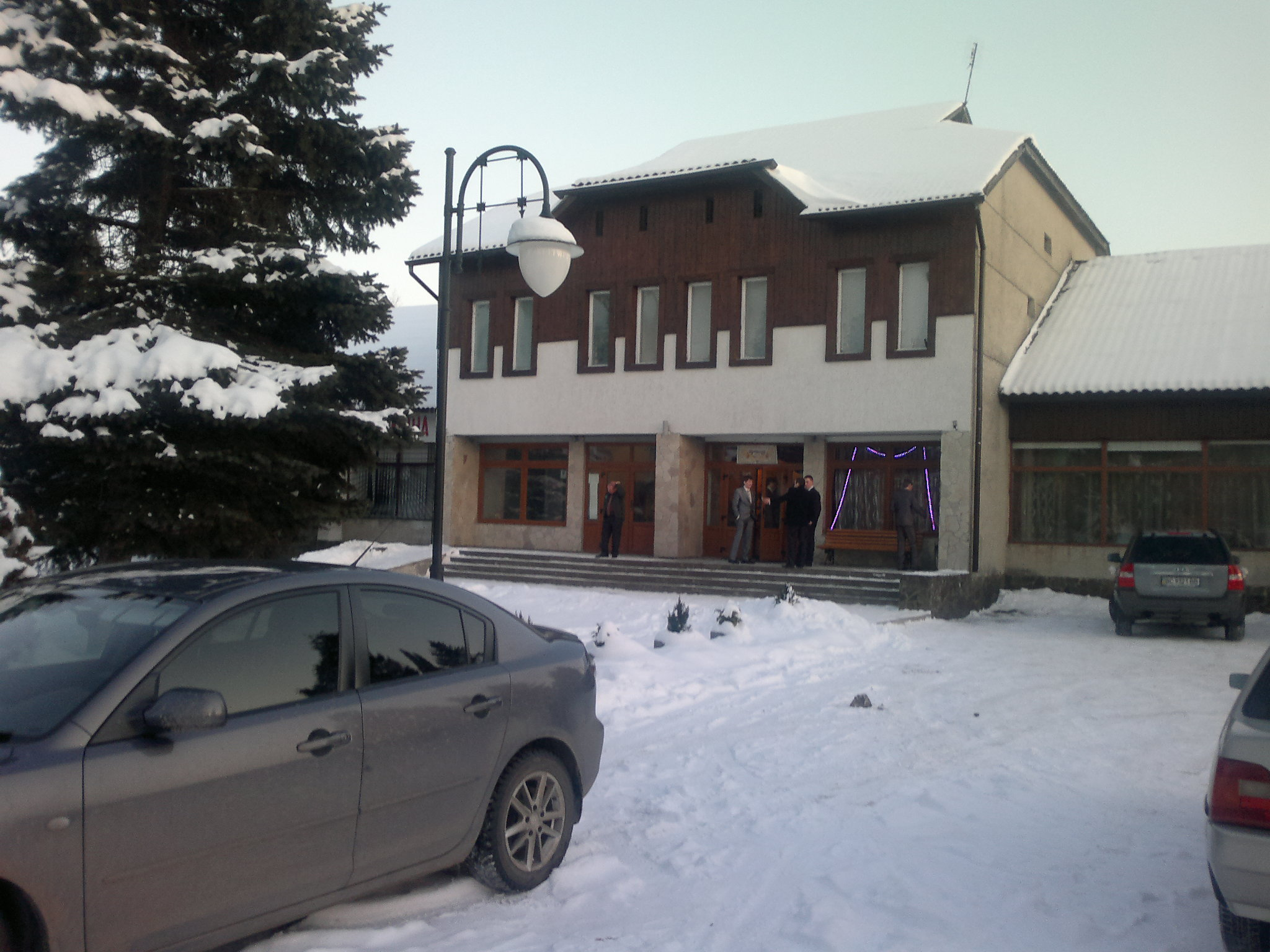
Haus im Ort

Die Ortschaft liegt in der Vorkarpaten-Ebene am Oberlauf des Dnister. Am gegenüberliegenden Flussufer liegt das Rajonzentrum Sambir und etwa 75 km nordöstlich befindet sich das Oblastzentrum Lwiw.
Durch das Dorf verlaufen die Territorialstraßen T–14–15 und T–14–18. Raliwka besitzt eine Bahnstation an der Bahnstrecke Stryj–Starjawa.

## Geschichte
Das erstmals 1375 schriftlich erwähnte Dorf wurde am 12. Juni 2020 zum Zentrum der neu gegründeten Landgemeinde Raliwka (Ралівська сільська громада/Raliwska silska hromada) zu dieser zählen auch noch die 22 in der untenstehenden Tabelle aufgelistetenen Dörfer, bis dahin war es das administrative Zentrum der gleichnamigen, 28,85 km² großen Landratsgemeinde im Westen des Rajon Sambir, zu der noch die Dörfer Sadnistrjany (⊙) mit etwa 300 Einwohnern, Nahirne (⊙) mit etwa 1100 Einwohnern und Chatky (⊙) mit etwa 20 Einwohnern gehörten.
Folgende Orte sind neben dem Hauptort Raliwka Teil der Gemeinde:
| Name                     | Name            | Name                                  | Name                            |
| ukrainisch transkribiert | ukrainisch      | russisch                              | polnisch                        |
| ------------------------ | --------------- | ------------------------------------- | ------------------------------- |
| Bereschnyzja             | Бережниця       | Бережница (Bereschniza)               | Bereżnica Rustykalna+Szlachecka |
| Blaschiw                 | Блажів          | Блажев (Blaschew)                     | Błażów                          |
| Chatky                   | Хатки           | Хатки (Chatki)                        | Chałupki                        |
| Hlybotsch                | Глибоч          | Глыбоч (Glybotsch)                    | Hlubocz                         |
| Horodyschtsche           | Городище        | Городище (Gorodischtsche)             | Horodyszcze                     |
| Kultschyzi               | Кульчиці        | Кульчицы (Kultschizy)                 | Kulczyce                        |
| Lopuschno                | Лопушно         | Лопушно                               | Łopuszna                        |
| Lukawyzja                | Лукавиця        | Лукавица (Lukawiza)                   | Łukawica                        |
| Mala Sprynka             | Мала Спринька   | Малая Спрынька (Malaja Sprynka)       | Spryńka                         |
| Mlyn                     | Млин            | Млын                                  | Mielniki                        |
| Monastyrez               | Монастирець     | Монастырец                            | Manasterzec                     |
| Nahirne                  | Нагірне         | Нагорное (Nagornoje)                  | Uherce Zapłatyńskie             |
| Sadnistrja               | Задністря       | Заднестрье (Sadnestrje)               | Zadniestrze                     |
| Side                     | Сіде            | Сиде                                  | Szade                           |
| Sprynja                  | Сприня          | Спрыня                                | Sprynia                         |
| Swir                     | Звір            | Звор (Swor)                           | Zwór                            |
| Trojany                  | Трояни          | Трояны                                | Trojany                         |
| Tscherchawa              | Черхава         | Черхава                               | Czerchawa                       |
| Tschukwa                 | Чуква           | Чуква                                 | Czukiew                         |
| Wilschanyk               | Вільшаник       | Ольшаник (Olschanik)                  | Olszanik                        |
| Wolja-Blaschiwska        | Воля-Блажівська | Воля-Блажевская (Wolja-Blaschewskaja) | Wola Błażowska                  |
| Woljanka                 | Волянка         | Волянка                               | Wolanka                         |